# Торібіо де Бенавенте
Торібіо де Бенавенте (ісп. Toribio de Benavente; бл. 1482 — 10 серпня 1568) — іспанський священик, місіонер у Новій Іспанії, автор праць з історії ацтеків.

## Життєпис

### Францисканець
Походив з роду Паредес. Народився у місті Бенавенте (область Самора, провінція Леон). Торібіо отримав початкову освіту у рідному містечку. У 17 років він вступив до Ордену францисканців. У 1516 році його було висвячено на ченця. Він прийняв ім'я рідного міста — де Бенавенте. У 1518 році вирушив до провінції Естрамадура, в кустодію (самостійний адміністративний округ францисканців) Святого Габріеля, брати якої сповідували мілленаристські ідеї цистерцианців і виступали за духовне оновлення Ордена, закликали повернутися до обітниці бідності, яким колись відрізнявся цей Орден.
За клопотанням Ернано Кортеса місія навернення до християнства Нової Іспанії була офіційно довірена естремадурським францисканцям з провінції Святого Габріеля. Буллою «Exponi nobis fecisti» від 9 травня 1522 року папа римський Адріан VI надав їм найширші повноваження, доручивши заснувати мексиканську церкву. 25 січня 1524 року 12 перших францисканців вирушили до Нової Іспанії на чолі з братом Мартіном де Валенсія.

### У Новій Іспанії
У травні 1524 року місія прибула до Мексики. Брат Торібіо незабаром почав вести свою місіонерську діяльність під псевдонімом Мотолінія — «бідняк», прізвисько, яке дали йому індіанці за те, що ходив босоніж, спав на підлозі, покриваючи ковдрою від холоду, їв лише коржі з перцем чилі, фрукти, а з корінними мешканцями розмовляв жалісним голосом. У 1524—1527 роках він служить послідовно воротарем декількох монастирів в Мехіко, Тескоко (Сан-Антоніо-де-Тескоко), Уешоцінко. Водночас вивчив мову науатль.
У 1527—1529 роках перебував з місіонерською діяльністю в Гватемалі і Нікарагуа. У 1529 році брав участь у зведенні монастиря у Куернавака. У 1530 році нетривалий час діяв у Тлашкалі. У 1530—1531 роках брав участь у заснуванні міста Пуебло. Того ж року вступив у конфлікт з головою Першої Аудієнсії (уряду) Нової Іспанії Нуньо де Гусманом, який жорстоко поводився з корінним населенням.
У 1531 році відвідав місто Теуантепек, де досліджував архітектуру народу сапотеків. У 1534 році знову відвідав Гватемалу, півострів Юкатан де вів місіонерську діяльність серед мая.
У 1536 році його відправляють до Тлашкали, де перебував до 1542 року. Саме тут він написав частину начерків і заміток для етнографічної праці, який йому замовили незадовго до цього. Проте він протестував проти «Нових законів» на захист прав індіанців (1542—1543), прийнятих за підтримки Лас Касаса, відстоюючи енкомьєнду, тобто фактично рабську працю корінного населення. Мотолінія був переконаний, що, попри зловживання, подібна форма була найкращим засобом для християнізації індіанців.
У 1543—1545 роках обіймав посаду віцекомісара Гватемали. У 1544 році відхилив пропозицію стати єпископом Юкатана. Водночас продовжив тут місіонерську діяльність. З 1548 до 1551 року обіймав посаду провінціала провінції Святого Євангелія. В цей час брав участь у перебудові ацтекських зрамів на католицькі монастирі у містах Пуебла, Тула, Уакечула. В цей момент його прагненням було допомогти індіанцям з податками і звільнити від виплати десятини, що було необхідною передумовою для бажаної іспанською короною заміни чорного духовенства на біле.
У 1560 році францисканський капітул наказав Торібіо припинити свою діяльність. Він помер у 1568 році у монастирі Сан-Франциско у Мехіко.

## Творчість
В доробку є «Мемуари» і «Історія Індій Нової Іспанії» (1539 рік). Втім залишив свої записи невиданими. Лише 1903 році вийшли «Мемуари», в яких зібрані його начерки і замітки, а у 1858 році — «Історія Індій Нової Іспанії». Повна версія останньої праці втрачено, збереглася лише скорочена версія.